# سرفراز خان
سرفراز خان (انگلیسی: Sarfaraz Khan؛ زادهٔ ۲۲ آوریل ۱۹۷۶) یک هنرپیشه اهل هند است.
از فیلم‌هایی که وی در آن نقش داشته است می‌توان به ما همدیگر را خواهیم دید، شطرنج، رامایا خواهد آمد و نترس ۳ اشاره کرد.